# Obština Belogradčik
Obština Belogradčik (bulharsky Община Белоградчик) je bulharská jednotka územní samosprávy ve Vidinské oblasti. Leží v severozápadním cípu Bulharska u hranic se Srbskem. Sídlem obštiny je město Belogradčik, kromě něj zahrnuje obština 17 vesnic. Žije zde okolo 6 tisíc stálých obyvatel.

## Sídla
| - Belogradčik (sídlo správy) - Borovica - Čiflik - Dăbravka - Graničak - Granitovo | - Kračimir - Ošane - Praužda - Prolaznica - Rabiša - Rajanovci | - Salaš - Slivovnik - Stakevci - Struindol - Vărba - Veštica |

## Sousední obštiny
| Růžice kompasu |                     | Makreš |        | Růžice kompasu |
| Růžice kompasu |                     | Sever  | Dimovo | Růžice kompasu |
| Růžice kompasu | Obština Belogradčik |        | Dimovo | Růžice kompasu |
| Růžice kompasu | Jih                 |        | Dimovo | Růžice kompasu |
| Růžice kompasu | Čuprene             |        |        | Růžice kompasu |

## Obyvatelstvo
V obštině žije 5 792 stálých obyvatel a včetně přechodně hlášených obyvatel 7 119. Podle sčítáni 1. února 2011 bylo národnostní složení následující:
- Bulhaři: 4 765 (79.7 %)
- Romové: 1 206 (20.2 %)
- Turci: 5 (0.1 %)